# Проспект Сергія Нігояна
Проспект Сергія Нігояна — проспект у Чечелівському та Новокодацькому районах міста Дніпра.
Проспект простягається зі сходу на захід, довжиною 3100 метрів у Чечелівці та Колонії. Розташований у безпосередній близькості від основного напряму Придніпровської залізниці.

## Історія
Історична назва проспекту — Перша Чечелівка. Вона виникла в 1870-х роках, коли почала інтенсивно забудовуватися західна околиця Катеринослава. Територія майбутнього проспекту, на схилі пагорба на захід від Аптекарської балки, являла собою рівнину, яка здавалася в оренду під хліборобство і городи. На плані 1885 рокувже показані забудованими квартали трьох Чечелевскіх вулиць. Перша Чечелівка тоді доходила до майбутнього Палацу Ілліча.
З кінця XIX століття стала символом революційних заворушень в Катеринославі. У грудні 1905 р район став епіцентром «Чечелівської республіки».
В 1913 році в Російській імперії відзначали 300-річчя династії Романових, на честь імператора Миколи ІІ вулицю перейменували на Миколаївський проспект
У серпні 1923 р більшовики перейменували більше 60-ти вулиць міста, вулиці повернули назву 1-ша Чечелівська.
У 1946 р вулиця отримала нову назву — проспект ім. Калініна.
У січні 2015 року проспект Калініна перейменований на честь Сергія Нігояна, який першим загинув на вулиці Грушевського у Києві 22 січня 2014 року під час Революції гідності. Відповідне рішення прийняла Дніпропетровська міська рада на черговій сесії. Проєкт рішення підтримали 80 з 92 депутатів.
22 червня 2017 року Дніпровський апеляційний адміністративний суд скасував рішення міської ради про перейменування проспекту Калініна на проспект Сергія Нігояна. Таким чином суд повернув назву проспект Калініна. У Дніпровській міській раді визнали, що при перейменуванні проспекту відповідна процедура не була дотримана. Як зазначив керівник юридичного управління міської ради Артем Павлов, тепер процедуру перейменування належить пройти заново, на 17 серпня 2017 року були призначені громадські слухання. При цьому він не виключив, що міська рада спробує оскаржити рішення апеляційного суду, подавши касаційну скаргу. За рішенням суду, рішення міськради визнано «протиправним». За словами позивача — мешканки проспекту Елеонори Кузнєцової, розгляд справи в судах тривав понад два роки з часу перейменування, суди першої інстанції відмовляли. Обурення жителів викликало не нова назва проспекту, а недотримання процедури при перейменуванні: воно, зокрема, відбулося без попередніх громадських слухань.
21 лютого 2018 року Дніпровська міська рада прийняла нове рішення про перейменування проспекту Калініна на проспект Сергія Нігояна, скасувавши попереднє.

## Будівлі та споруди

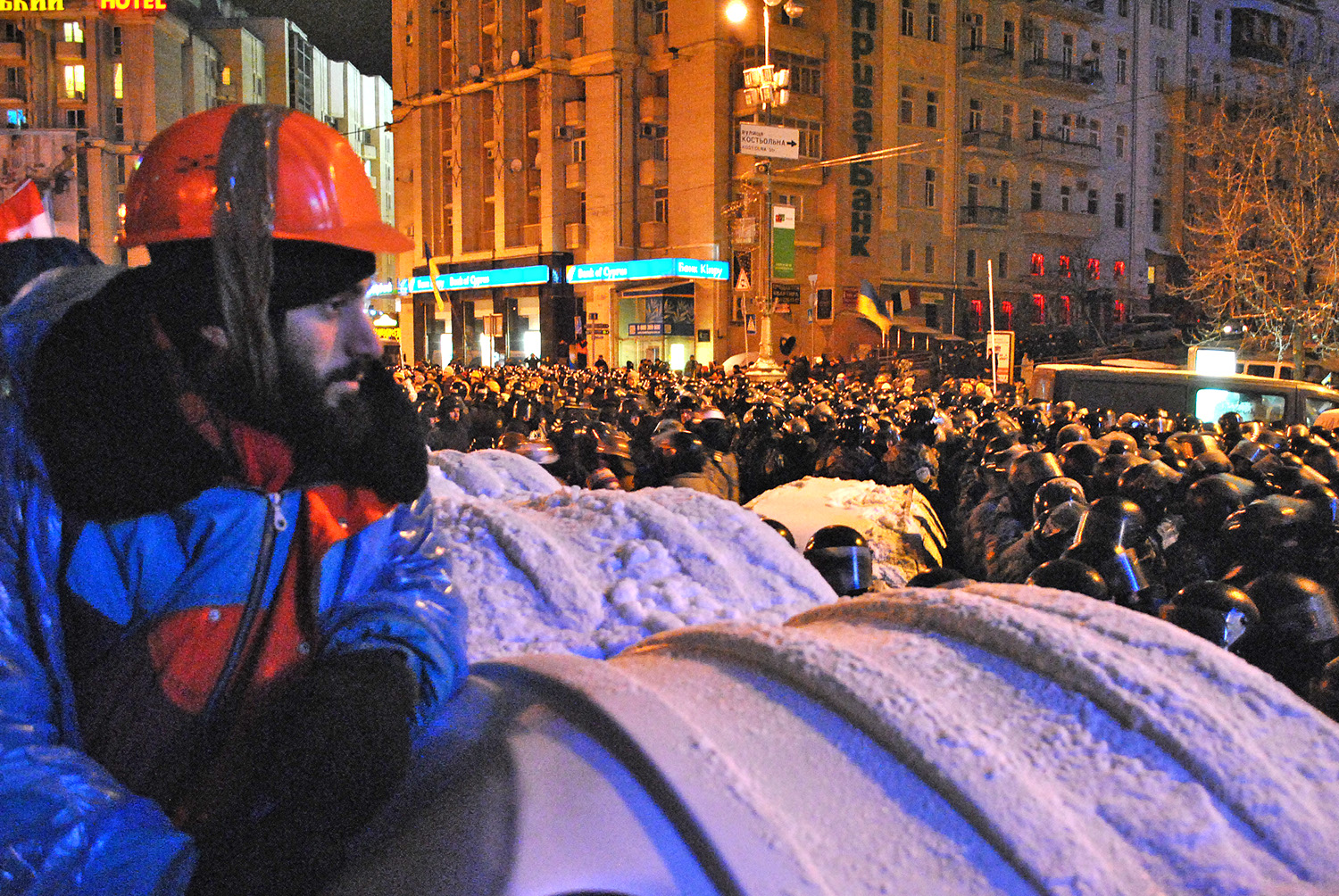
Сергій Нігоян на барикаді на майдані Незалежності 13 грудня 2013 року

- № 2 — храм Святого благовірного Великого князя Олександра Невського УПЦ-МП,
- парк Пам'яті та Примирення з братерською могилою радянських воїнів, що загинули у 2-ій Світовій війні,
- № 4 — Катеринославська аптека Пріцкера, 1916 рік ,
- № 27в — відділ освіти Чечелівської районної ради,
- № 33А — Катеринославський Будинок наукового товариства ім. А. Л. Караваєва[8]

- № 41 — Дніпровська філія Українського державного центру радіочастот,
- Меморіальна радянська бронеплатформа ,
- № 42а — музей пасажирського вагонного депо,
- № 42б — Дніпровське вагонне депо (ЛВЧД-1),
- № 47 — Палац Ілліча— пам'ятка архітектури радянського конструктивізму, що руйнується
- № 49 — трамвайне депо № 4,
- № 53 — Міська лікарня № 2 Робітнича,

- № 55 — Дніпровський індустріальний коледж,
- № 55а — басейн Дніпровського індустріального коледжу,
- № 57 — Навчально-виховний комплекс № 36,
- № 66 — Дніпровський будинок органної і камерної музики,
- № 67 — Музей Дніпровського металургійного заводу,
- Пам'ятник воїнам Дніпровського металургійного заводу,
- № 73 — Ювелірна фабрика «Едем»,
- № 77 — Новокодацька районна рада,

## Перехресні вулиці
- проспект Лесі Українки
- вулиця Канатна
- провулок Аптекарський
- вулиця Григора Лусаворича
- провулок Грецький
- вулиця 128-ї Бригади Тероборони
- вулиця Львівська
- вулиця Щепкіна
- вулиця Аудиторна
- проспект Івана Мазепи
- вулиця Госпітальна
- вулиця Західний Шлях
- вулиця Андрія Гулого-Гуленка
- вулиця Юнацька
- вулиця Романа Самокиша
- вулиця Бельгійська
- вулиця Коксохімічна

## Транспорт
Проспектом ходять усі види наземного транспорту:
- 2 станції метрополітену:
  -  Метробудівників — у місці початку проспекту Івана Мазепи,
  -  Металургів — у місці перехрестя з Бельгійською вулицею у центральної прохідної «Петрівки»,
- трамвайні маршрути № 5 та 14 від проспекту Івана Мазепи до 2-ї міської лікарні та Брянської церкви,
- тролейбусний маршрут № 4.

## Галерея

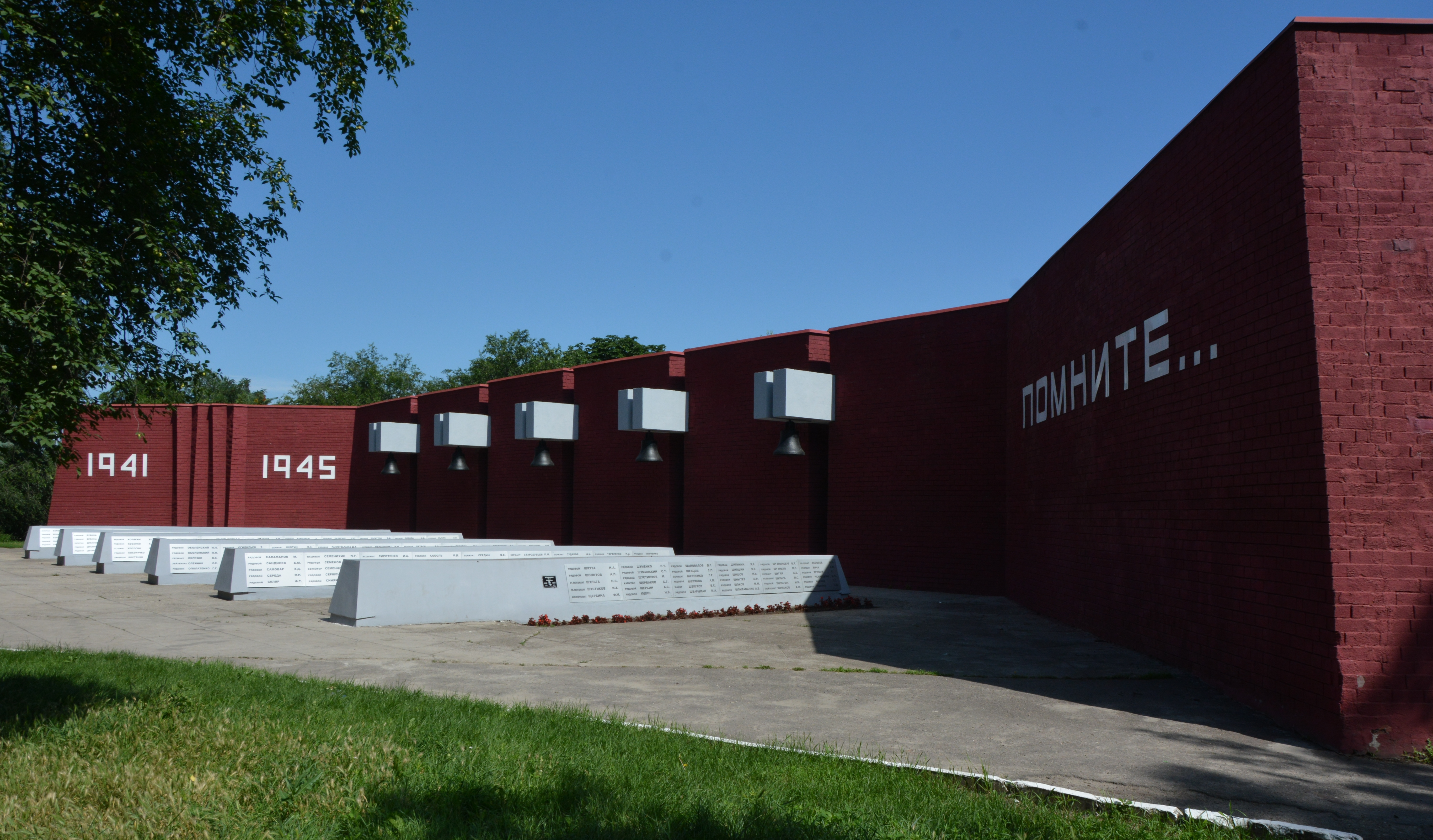
Братерська могила радянських воїнів у парку Пам'яті та Примирення
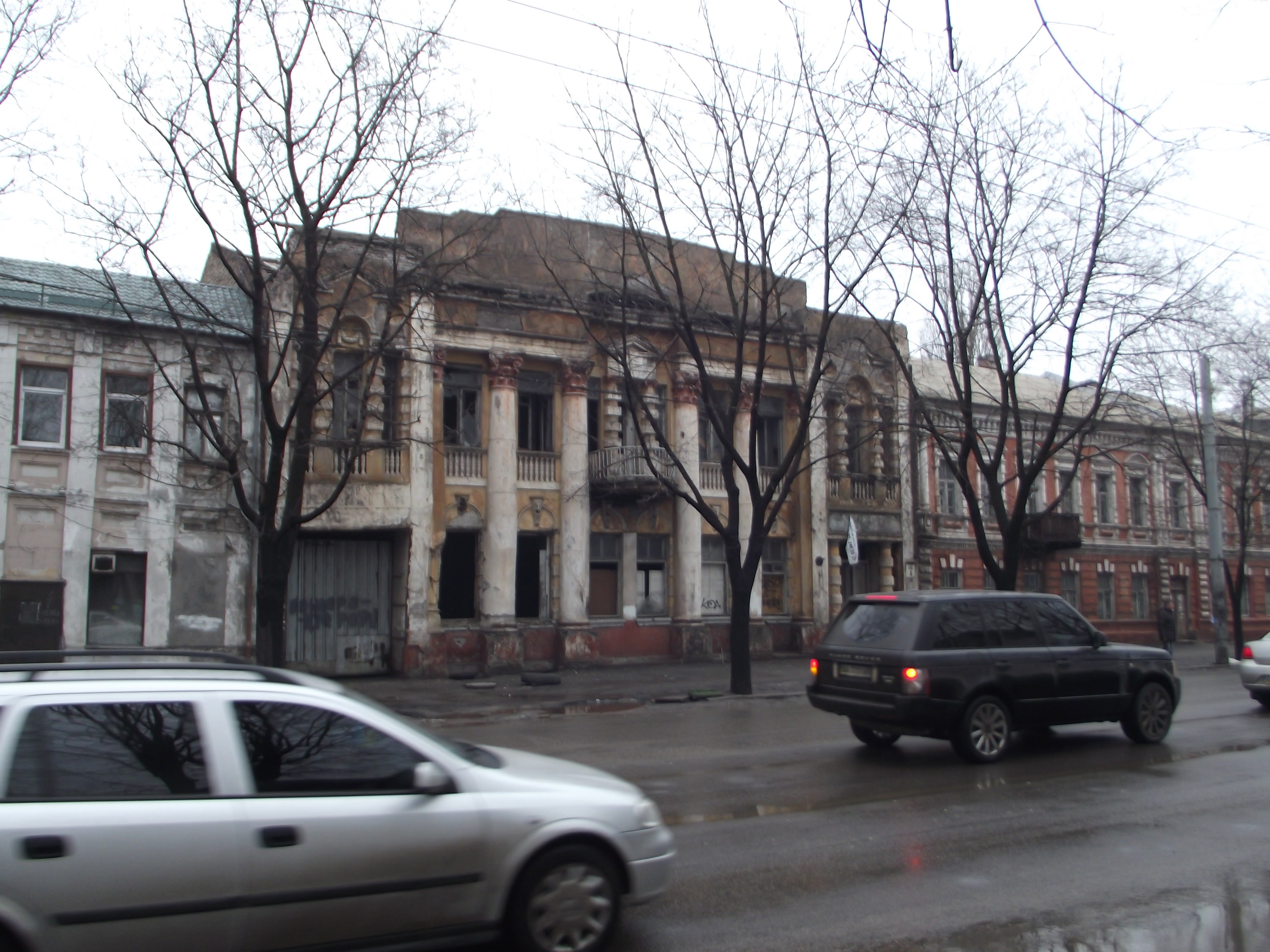
Будинок-аптека Прицкера (просп. С.Нігояна, 4)
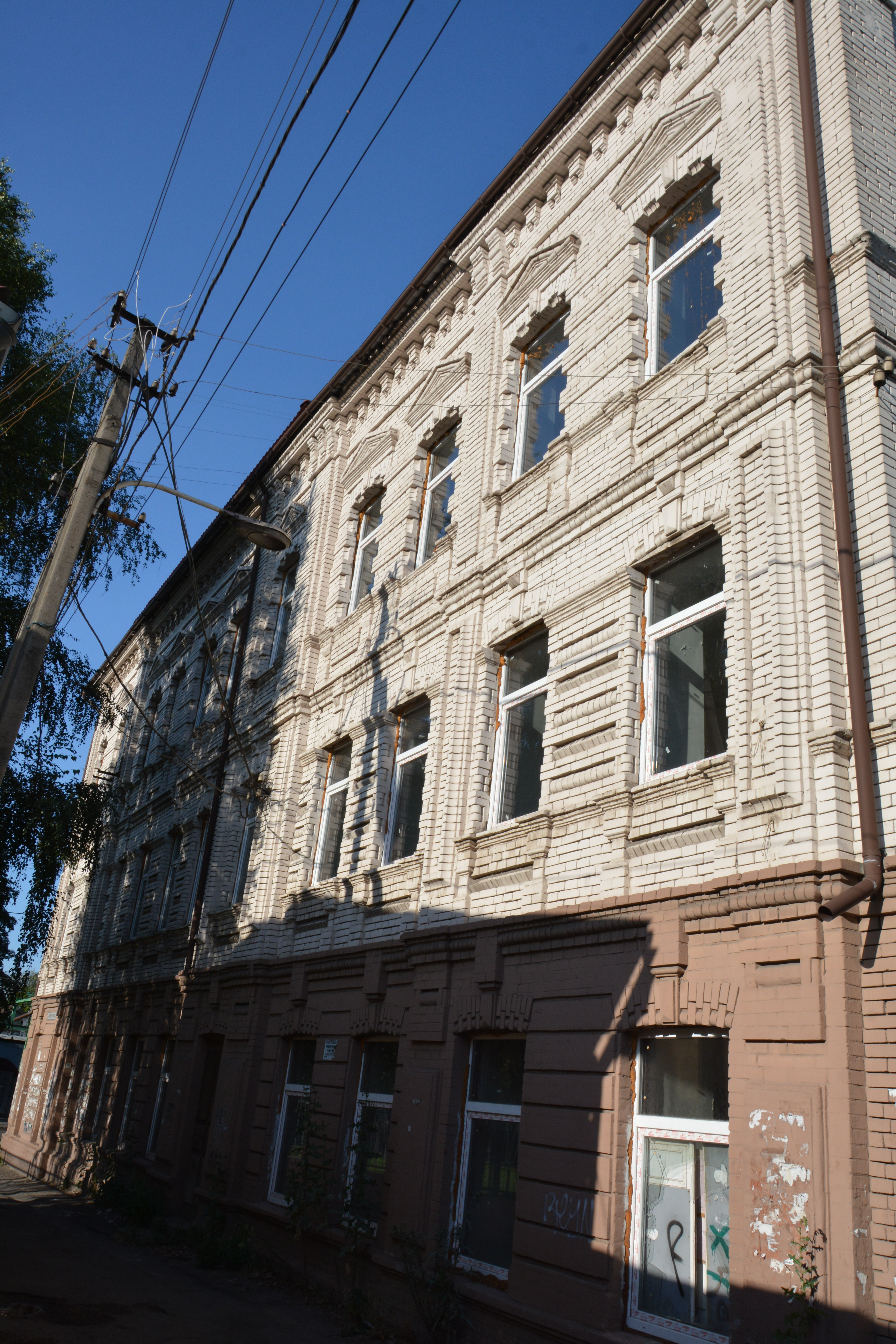
Колишній будинок наукового товариства ім. А.Л.Караваєва
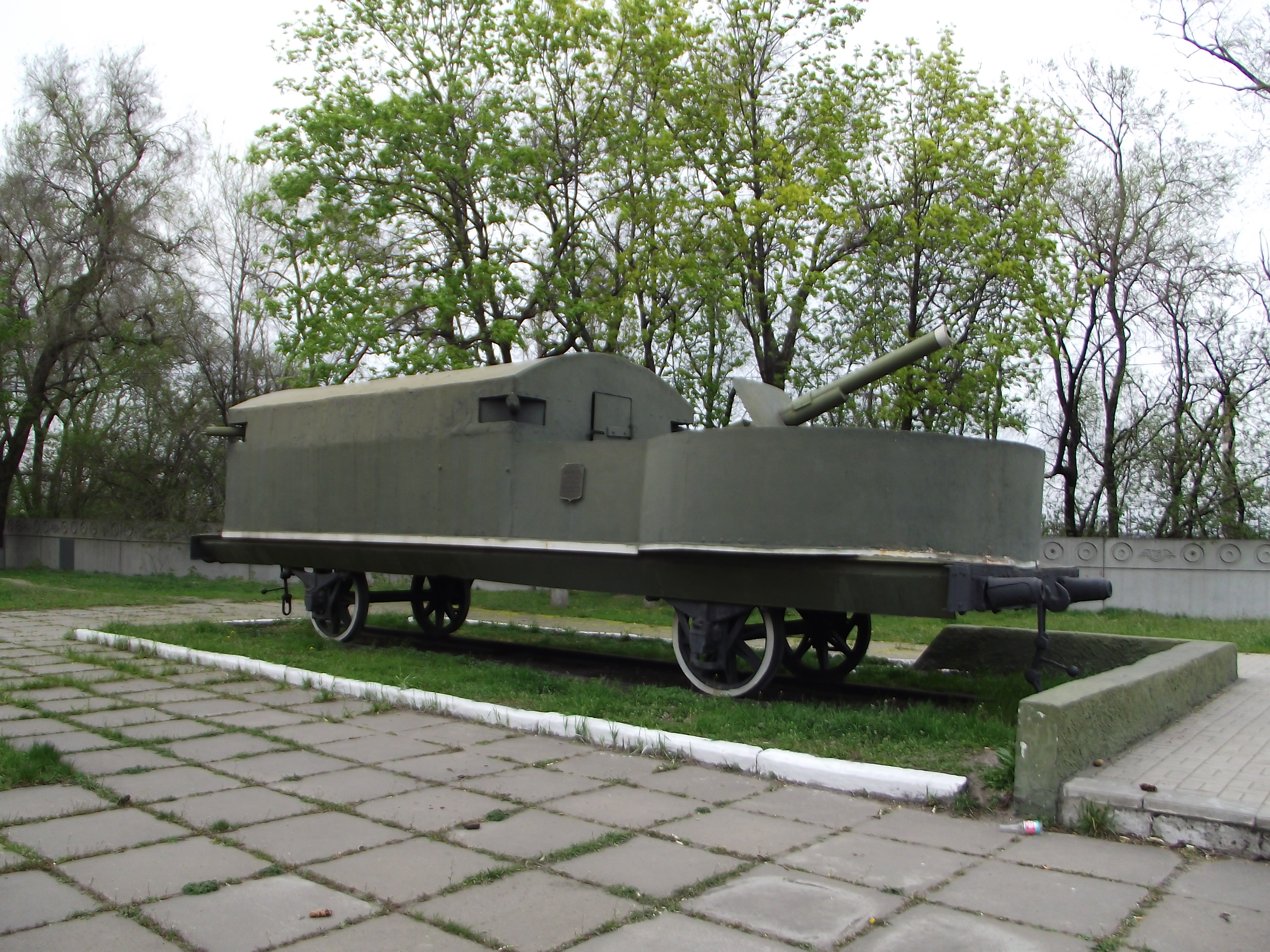
Меморіальна бронеплатформа періоду Української революції 1917-1921 рр.
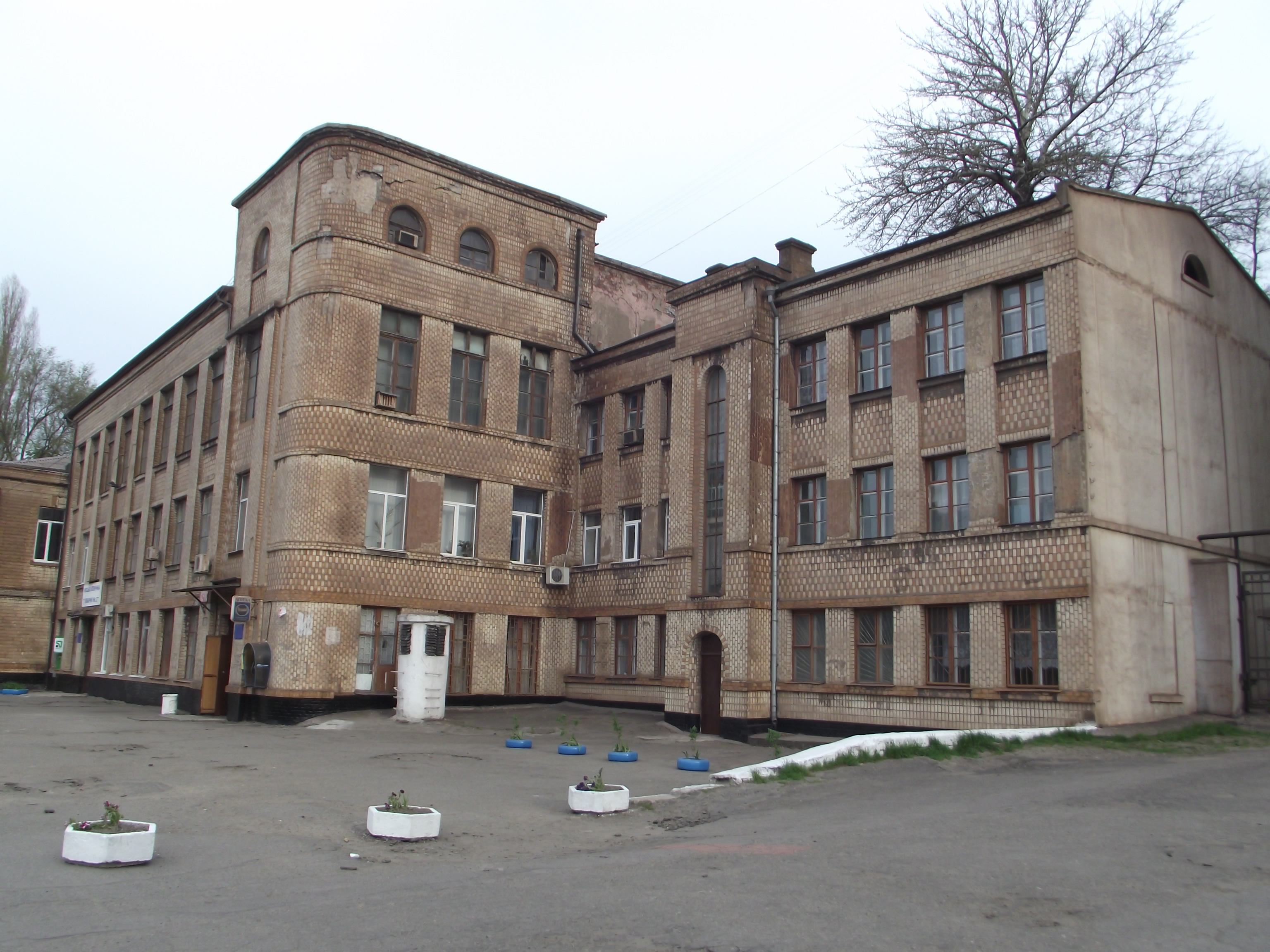
Міська лікарня № 2 (просп. С.Нігояна, 53)
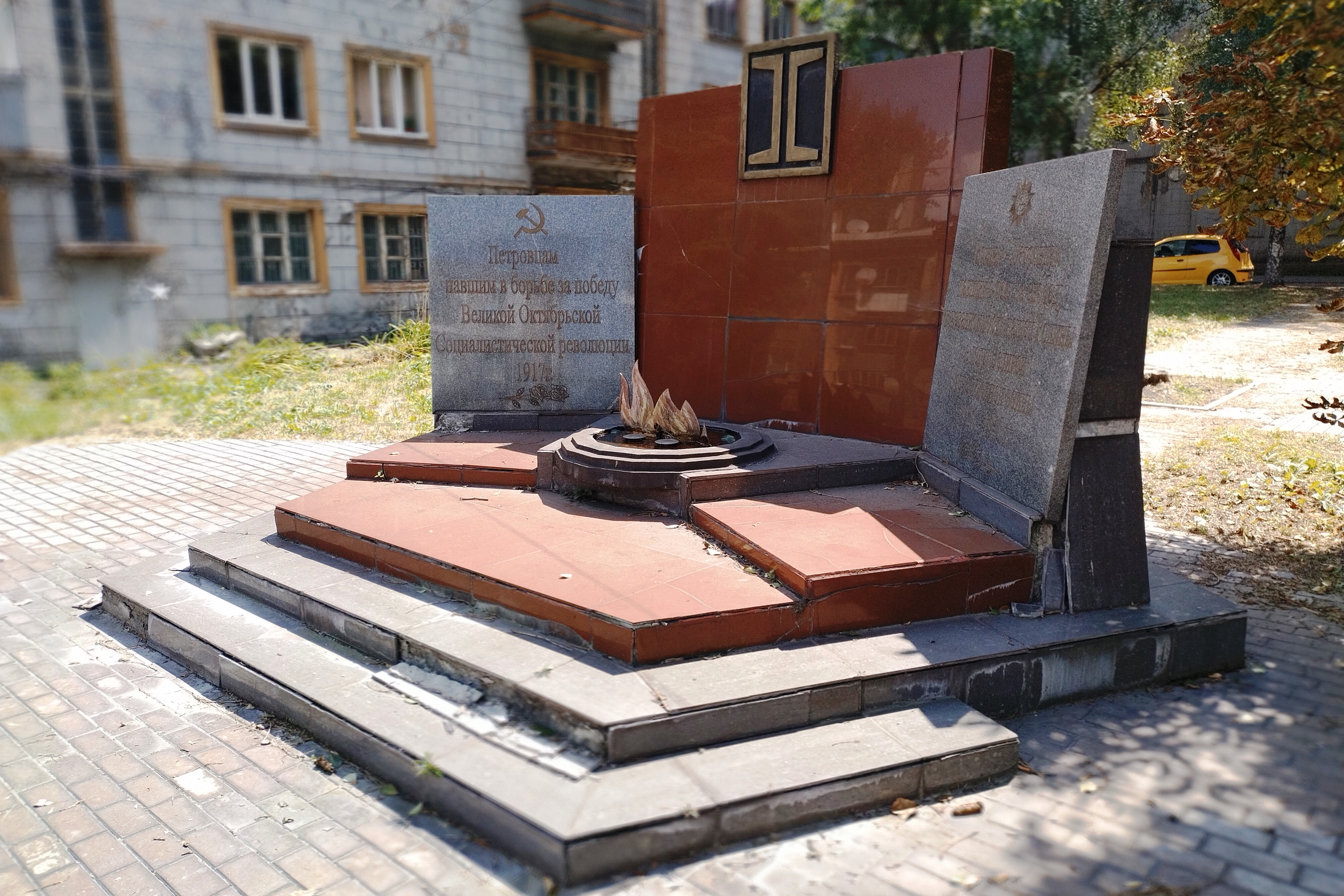
Пам'ятник "Петрівцям полеглим в боротьбі за перемогу Великої Жовтневої соціалістичної революції 1917 р."
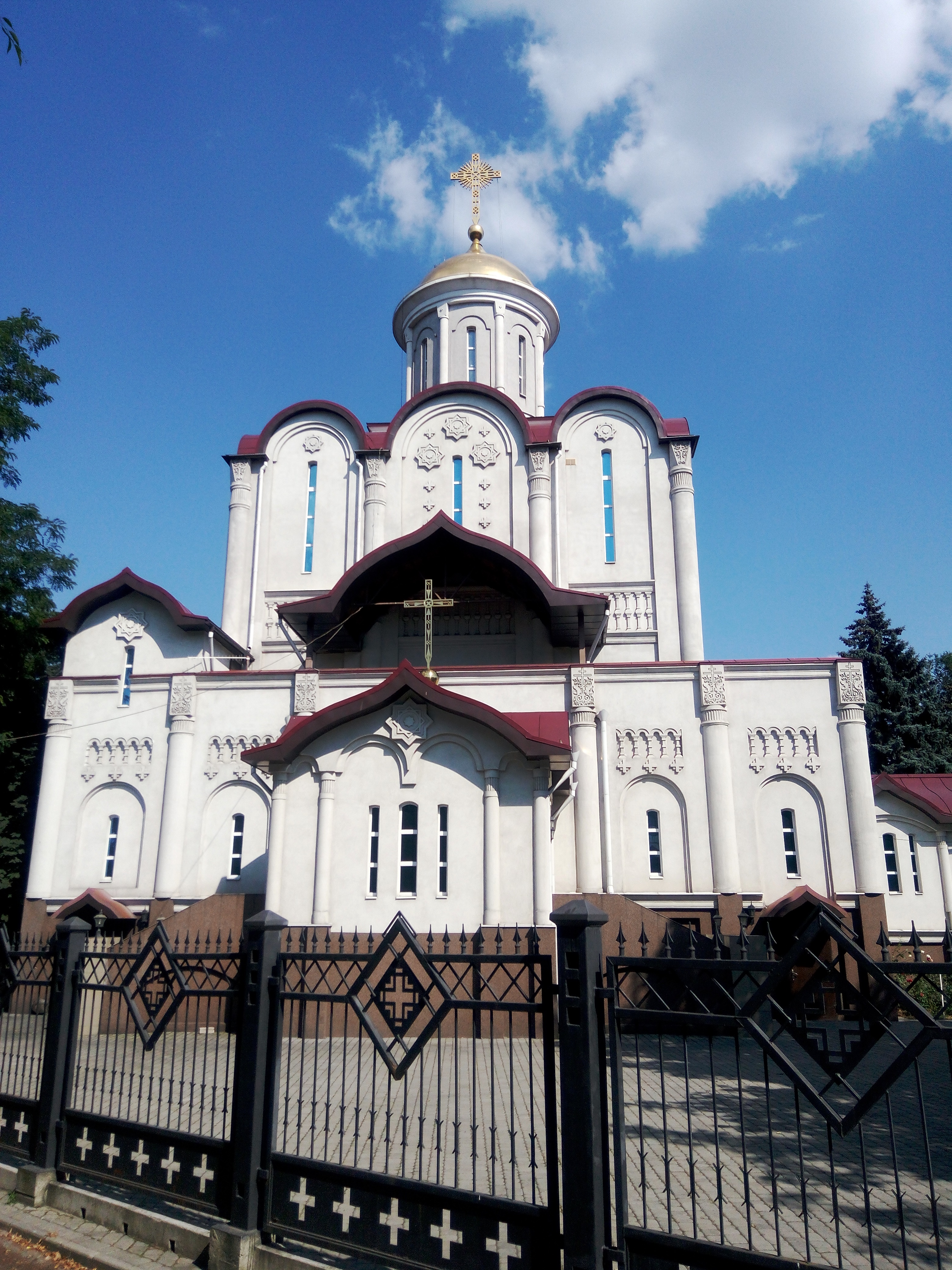
Храм Святого князя Олександра Невського (просп. С.Нігояна, 2б)
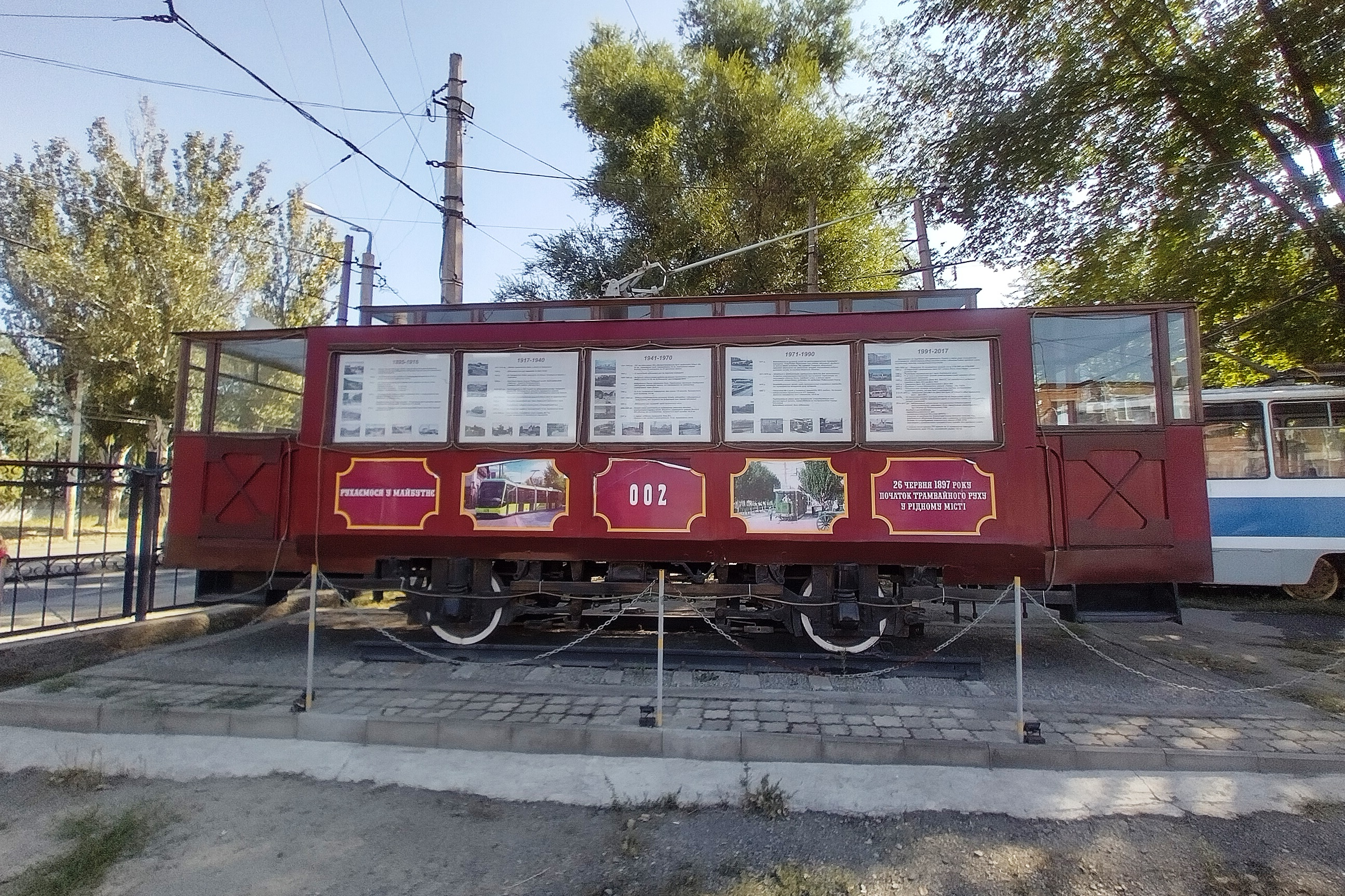
Перший трамвай міста Катеринослава
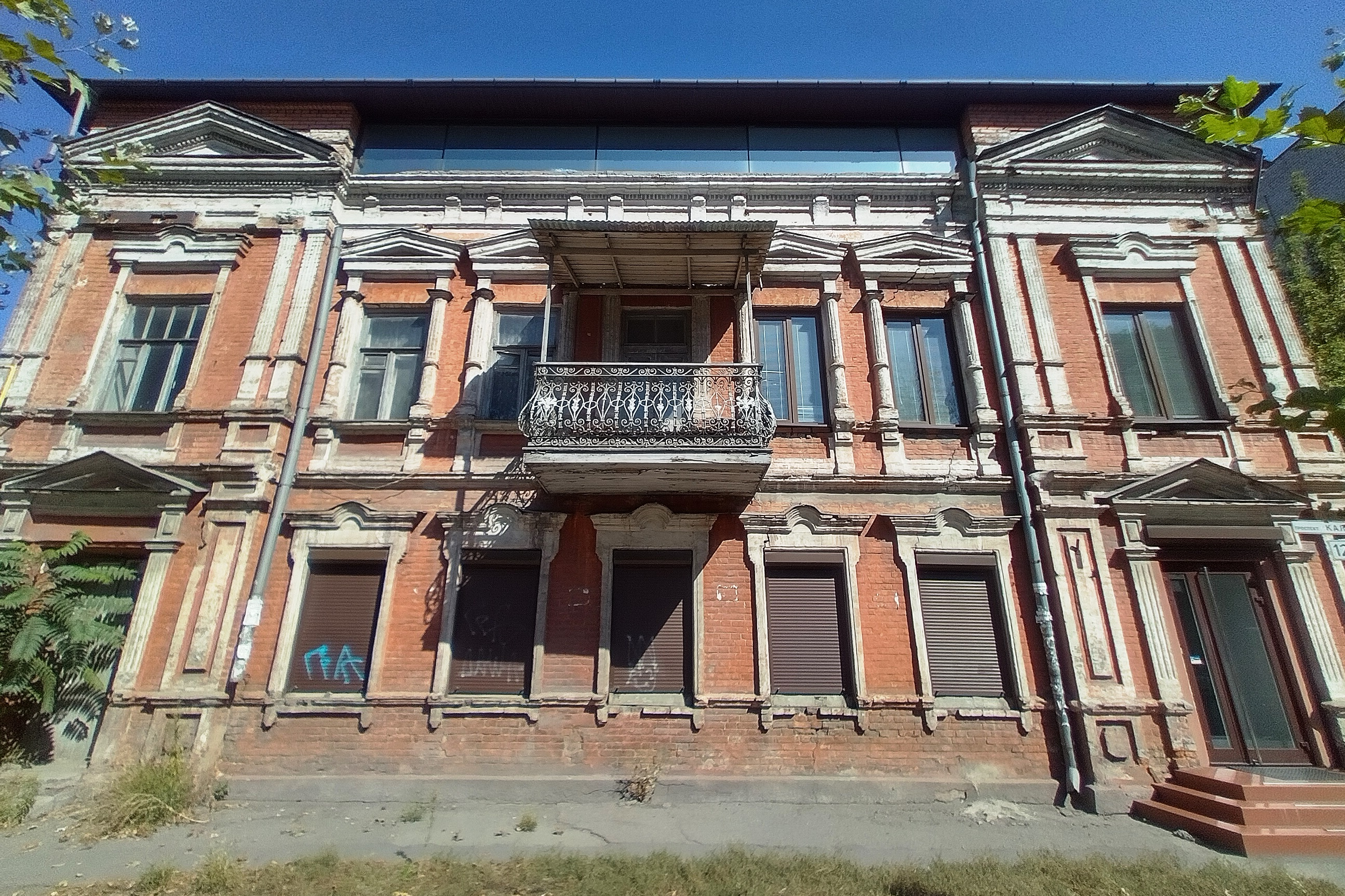
Житловий будинок (просп. С.Нігояна 12)
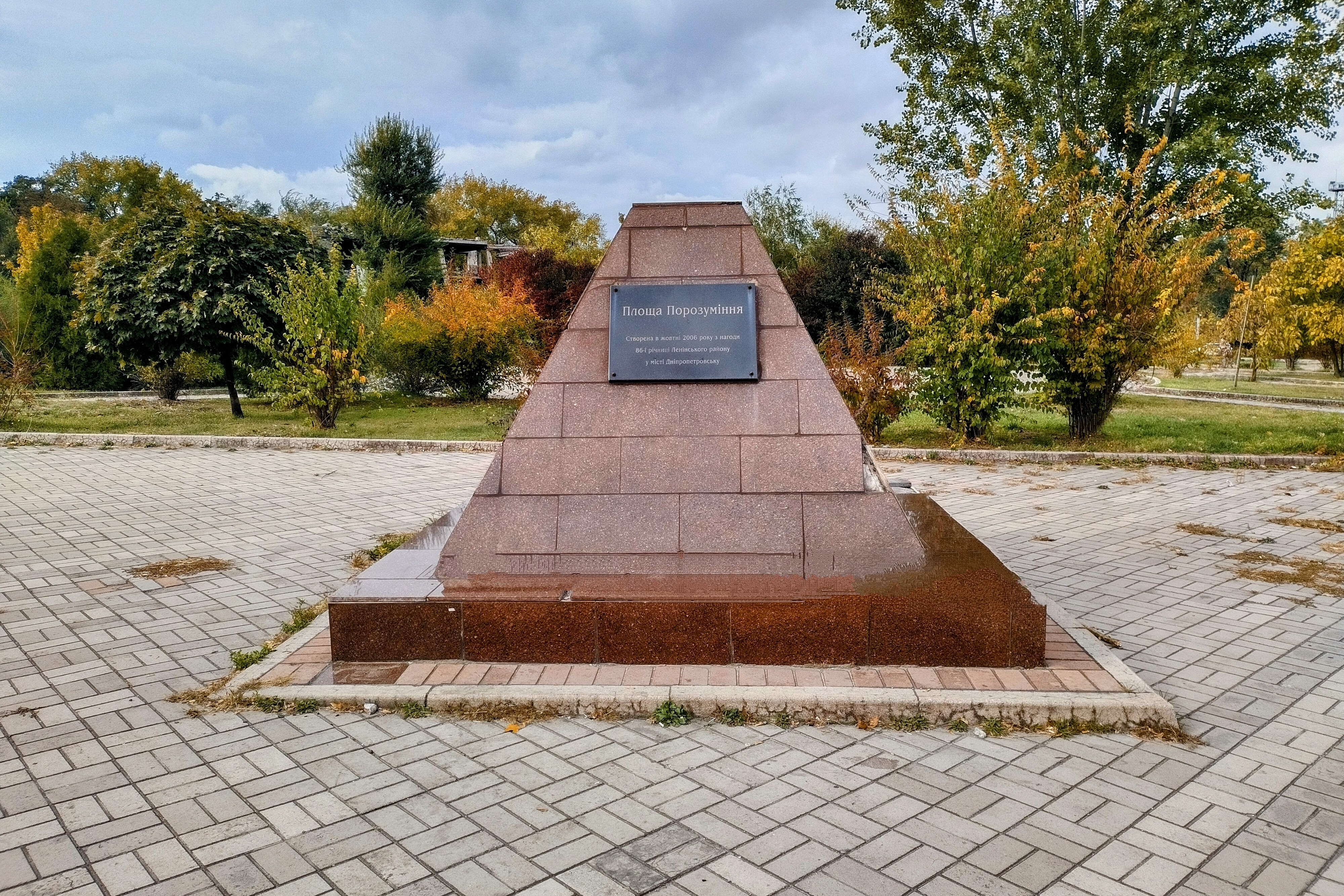
Монумент на площі Порозуміння